# Васюганский заповедник
Васюганский заповедник — это государственный природный заповедник, расположенный на территории Томской области.
Васюганский заповедник — самая большая по территории ООПТ в Томской области. Был учреждён 16 декабря 2017 года. Располагается на территории Бакчарского района Томской области, и Убинского и Северного районов Новосибирской области. Заповедник находится в центре одноимённой равнины, между реками Обь и Иртыш. Занимает площадь 614 803 га.
На территории заповедника находятся Васюганские болота, которые с 2007 года являются кандидатом на включение в список Всемирного наследия ЮНЕСКО.

## Флора и фауна
Сосудистых растений в заповеднике насчитывается 123 вида, которые относятся к 74 родам и 39 семействам. 26 видов редких и исчезающих видов растений, из них 2 вида занесено в Красную книгу России
На территории заповедника обитает более 40 видов млекопитающих, из которых не менее 23 видов мелких млекопитающих (насекомоядные и грызуны) и 17 — крупных и средних по размеру животных. Широко распространены лось, бурый медведь, северный олень, соболь, белка, бобр, норка и речная выдра.  